# Amateur Hockey Association of Canada
Amateur Hockey Association of Canada, AHAC, var en amatörishockeyliga åren 1886–1898. Den var den andra ishockeyligan som grundades i Kanadas, efter den som startades i Kingston, Ontario, 1883. Ligan startades för att få fram en längre säsong, och kora kanadensiska mästare. Innan den skapades korades kanadensiska mästare genom en turnering i Montreal. 1893 års segrare, Montreal HC, blev även första Stanley Cup-mästare, då AHAC räknades som Kanadas bästa liga.